# Contrôle technique de la construction
 (avril 2023).
Si vous disposez d'ouvrages ou d'articles de référence ou si vous connaissez des sites web de qualité traitant du thème abordé ici, merci de compléter l'article en donnant les références utiles à sa vérifiabilité et en les liant à la section « Notes et références ».
Le contrôle technique de la construction vise à prévenir les aléas techniques susceptibles de se produire dans les projets de construction notamment et pouvant entraîner des sinistres. Le contrôle technique se fait principalement dans les domaines de la solidité de l'ouvrage et de la sécurité des personnes, particulièrement par la vérification du respect des règles de l'art.
La loi no 78-12 du 4 janvier 1978, dite « Loi Spinetta », modifiée par l'ordonnance du 8 juin 2005 a instauré et donné un cadre juridique au métier de contrôleur technique dans la construction.
Cette loi est complétée par la norme NF P 03-100.

## Obligation de contrôle technique
Selon l'article R. 125-17 du code de la construction et de l'habitation, le contrôle technique est rendu obligatoire pour les travaux de certains bâtiments, à savoir :
- les établissements recevant du public classés dans les 1re, 2e, 3e et 4e catégories ; ou de 5e catégorie avec locaux à sommeil ;
- les immeubles dont le plancher bas du dernier niveau est situé à plus de 28 mètres par rapport au niveau du sol ;
- les bâtiments, autres qu'à usages industriels : 
  - comportant des éléments en porte à faux de portée supérieure à 20 mètres ou des poutres ou arcs de portée supérieure à 40 mètres, ou
  - comportant, par rapport au sol naturel, des parties enterrées de profondeur supérieure à 15 mètres, ou des fondations de profondeur supérieure à 30 mètres, ou
  - nécessitant des reprises en sous-œuvre ou des travaux de soutènement d'ouvrages voisins, sur une hauteur supérieure à 5 mètres.
- dans les zones de sismicité 4 ou 5 : tous les immeubles dont le plancher bas du dernier niveau est situé à plus de 8 mètres du sol ;
- dans les zones de sismicité 2, 3, 4 ou 5 : les constructions de bâtiments dont la défaillance présente un risque élevé pour les personnes, soit celles répondant aux catégories d'importance III et IV. ;
- les éoliennes dont la hauteur du mât et de la nacelle au-dessus du sol est supérieure ou égale à 12 mètres.

Actuellement, ce sont les articles L. 111-23 à L. 111-26 du code de la construction et de l'habitation qui définissent notamment les missions, les responsabilités et les conditions d'exercice de ces activités.
Le contrôle technique ne se limite pas aux bâtiments cités ci-avant. Le contrôleur technique est le plus souvent mandaté par les maîtres d'ouvrage souhaitant s'assurer d'une assistance technique permettant de limiter les risques de sinistres ou à la demande des assureurs (notamment dans le cadre de l'assurance dommages ouvrage qui constitue une garantie décennale).
Tout contrôle technique obligatoire ne peut être effectué que par un organisme agréé par l'État.

## Missions de contrôle technique
Voici la liste des missions de contrôle technique les plus courantes :
- L : Solidité des ouvrages constitutifs ou indissociables au bâtiment ;
- LP : Solidité des ouvrages indissociables et dissociables ;
- LE : Solidité des existants ;
- AV : vérification des Avoisinants ;
- PS : Sécurité des personnes dans les constructions en cas de Séisme ;
- S : Sécurité des personnes dans la construction ;
- SH : Sécurité incendie des personnes dans les bâtiments d'habitation ;
- STI : Sécurité incendie des personnes dans les bâtiments relevant du code du travail uniquement ;
- SEI : Sécurité incendie des personnes dans les établissements recevant du public ;
- HAND : Vérification des exigences d'accessibilité des personnes handicapées ;
- BRD : Passage du brancard ;
- Th : Vérification des exigences d'isolation thermique et aux économies d'énergie des bâtiments ;
- PHh : Vérification des exigences d'isolation acoustique dans les bâtiments d'habitation ;
- PHa : Vérification des exigences d'isolation acoustique dans les bâtiments autre qu'habitation ;
- PV : Recollement des procès-verbaux d'essais de fonctionnement des installations ;
- F : Fonctionnement des installations ;

## Fonctionnement du contrôle technique
Ces missions se déroulent  dès la conception des ouvrages et jusqu'à la fin des travaux. Le contrôleur technique rédige des avis sur ouvrages lors des phases suivantes :
- conception : établissement du Rapport Initial de Contrôle Technique (RICT) qui synthétise les avis sur ouvrages après examen des documents de conception (CCTP, plans d'architecte, étude géotechnique, étude thermique, etc.) ;
- document exécution : avis sur ouvrages après examen des documents décrivant ceux-ci (documents généralement établis par les entreprises) ;
- exécution : avis sur ouvrages après examen in situ de l'efficacité des conditions de maitrise des risques prévues par les différents acteurs (entreprises, maître d'œuvre) ;
- vérifications finales : établissement du Rapport Final de Contrôle Technique (RFCT) qui regroupe tous les avis établis durant les travaux et n'ayant pas été levés à la réception.

Le contrôleur technique peut, par ailleurs, être amené à rédiger d'autres types de rapports tels que :
- le Rapport de Vérification Réglementaire Après Travaux (RVRAT) qui vise l'ensemble des travaux dans le cadre de la Sécurité incendie pour les établissements recevant du public du premier groupe.

## Formation Contrôleur Technique
Le contrôleur technique est de formation Ingénieur ou Master (bac+5) minimum conformément aux exigences de la commission des Titres d'Ingénieur (CTI). Il porte ainsi le titre d'ingénieur généraliste (ingénieur bâtiment, ingénieur civil, ingénieur CHEC, etc.) ou le titre d'ingénieur spécialiste (ingénieur thermique, ingénieur incendie, ingénieur géotechnique, ingénieur CHEC, etc.).